# Chiesa di San Fermo Minore di Brà
La chiesa di San Fermo Minore di Brà, meglio conosciuta con il nome di chiesa dei Filippini, è un luogo di culto cattolico che sorge nel cuore del centro storico di Verona; si tratta di una chiesa parrocchiale facente parte del vicariato di Verona Centro nell'omonima diocesi.

## Storia
La precedente abbazia benedettina del XIV secolo, composta di una piccola chiesetta, cimitero, residenze, corti e orti, nel 1712 furono concesse alla Congregazione dell'oratorio di San Filippo Neri (o dei Filippini), che dal 1715 cominciarono a officiare nella chiesetta.
Nel 1746 i Padri Filippini, che ritenevano la precedente chiesa troppo piccola e angusta, commissionarono il progetto di un nuovo edificio di più grandi dimensioni all'architetto veneziano Andrea Camerata, che propose un'architettura affine ai modelli palladiani. La principale architettura di riferimento dell'architetto sembra infatti essere la basilica di San Giorgio Maggiore, anche se alcune variazioni derivano dalla chiesa di San Francesco della Vigna, entrambe chiese veneziane progettate dal noto architetto rinascimentale Andrea Palladio. I cantieri iniziarono nel 1759 e terminarono nel 1791, quando venne consacrata dal vescovo di Verona Giovanni Andrea Avogadro.
Durante i bombardamenti aerei della seconda guerra mondiale la chiesa subì diversi danni, in particolare andarono distrutti la copertura, l'abside, una parte del fianco sinistro e l'adiacente oratorio opera dell'architetto Adriano Cristofali; i conseguenti lavori di restauro iniziarono nel 1952 per terminare già nel 1954.

## Descrizione

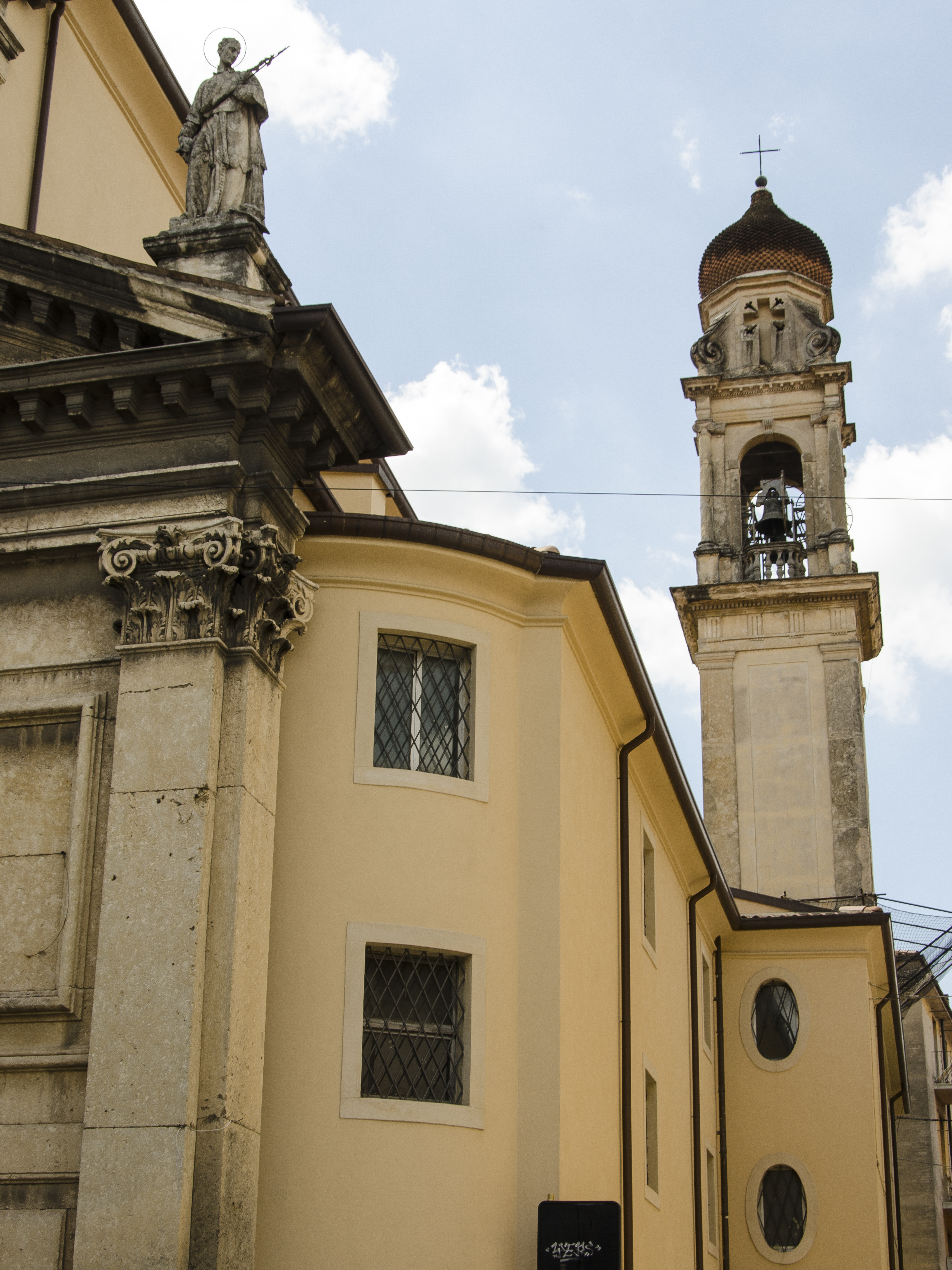
Il campanile della chiesa

La facciata, alla palladiana, è rivolta verso est ed è caratterizzata da quattro colonne e pilastri di ordine gigante che la ripartiscono in tre fasce verticali e che sostengono il timpano aggettante, sopra al quale si trovano le statue della Madonna, di San Francesco di Sales e di San Filippo Neri. Sopra il portale d'ingresso, timpanato, si trova una finestra semicircolare che illumina l'interno dell'edificio, mentre nelle due fasce laterali si trovano due nicchie ospitanti le statue dei Santi Fermo e Rustico. Ulteriori due statue, rappresentanti San Carlo e Santa Caterina, si trovano invece in cima alle due ali laterali del prospetto.
Il campanile a pianta quadrata, adiacente al presbiterio, è dotato di un fusto percorso da lesene angolari che reggono una cornice con metope e di una cella campanaria a edicola, su cui si imposta un tamburo ottagonale che a sua volta regge un cupolino.

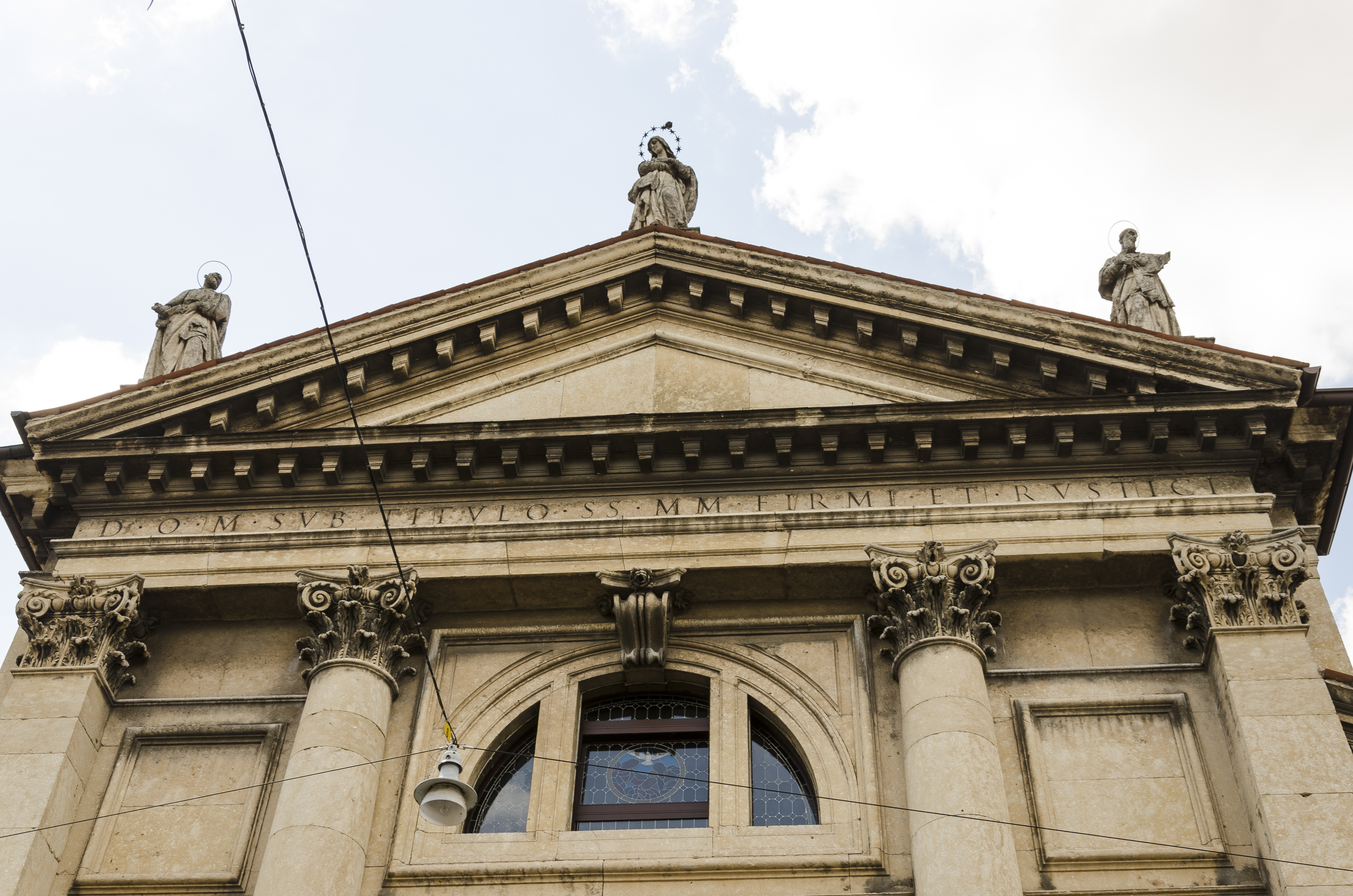
Dettaglio del frontone

La chiesa è dotata di un'aula rettangolare a navata unica con un presbiterio rialzato di tre gradini rispetto al resto della chiesa, che si chiude con il coro e dal cui lato settentrionale si può accedere alla sagrestia. La copertura dell'aula è a volta a botte con testate a padiglione, quella del presbiterio a cupola semisferica, mentre la copertura del coro è di nuovo a botte, tutte realizzate in incannucciato intonacato. Ai lati dell'aula si trovano delle piccole cappelle dove sono ospitati gli altari di San Filippo Neri e di Maria Celeste, a sinistra, e gli altari della Sacra Famiglia e del Sacro Cuore, a destra. Oltre che dalle cappelle introdotte da arcate modanate, le pareti laterali sono contraddistinte da lesene e semicolonne corinzie, impostate su un piedistallo e sormontate da una trabeazione, e da quattordici nicchie entro le quali si trovano altrettante statue raffiguranti i dodici Apostoli, Santa Lucia e San Paolo. Ne risulta un ambiente arioso caratterizzato una composizione architettonica neoclassica elegante ed equilibrata.